# Primera Divisió
Primera Divisió (First Division) còn được gọi là Lliga Multisegur Assegurances vì lý do tài trợ, là giải đấu bóng đá nam cấp độ cao nhất ở Andorra.
Giải đấu được thành lập vào năm 1995 với sự tài trợ của  Liên đoàn bóng đá Andorran (được thành lập chỉ một năm trước đó). Trước đó, các câu lạc bộ đã thi đấu từ năm 1970 ở một giải đấu nghiệp dư mà không có cơ cấu hoặc liên kết với bất kỳ tổ chức chính thức nào. Kể từ khi liên kết với UEFA và FIFA vào năm 1996, các câu lạc bộ Andorra có thể tham gia thi đấu tại các giải đấu thuộc UEFA. Năm 2015 giải đấu được gọi là Lliga Grup Becier  và năm 2016 là  Lliga Grup Sant Eloi. Giải tiếp tục đổi tên vào năm 2017 thành Lliga Multisegur Assegurances vì lý do tài trợ.
Tất cả các câu lạc bộ trong giải đấu đều thi đấu trên cùng một sân vận động thuộc sở hữu của liên đoàn. Điều tương tự cũng xảy ra ở tất cả các giải đấu khác của Andorra, chẳng hạn như Copa Constitució và Supercopa.
FC Andorra có trụ sở tại Andorra la Vella, là một trong những câu lạc bộ lớn trong nước chưa từng thi đấu ở giải đấu này. Họ chơi trong hệ thống giải đấu Tây Ban Nha và được đăng ký với Liên đoàn bóng đá Hoàng gia Tây Ban Nha.

## Danh sách các đội vô địch
| * | Đội đã giành được cú đúp khi vô địch Copa Constitució trong cùng mùa giải. |

| Mùa giải | Vô địch                  | Á quân                  | Hạng ba                 |
| -------- | ------------------------ | ----------------------- | ----------------------- |
| 1994–95  | FC Santa Colomaa         | -                       | -                       |
| 1995–96  | FC Encamp                | CE Principat            | FC Santa Coloma         |
| 1996–97  | CE Principat*            | FC Andorra Veterans     | FC Encamp               |
| 1997–98  | CE Principat*            | FC Santa Coloma         | FC Encamp               |
| 1998–99  | CE Principat*            | FC Santa Coloma         | FC Encamp               |
| 1999–00  | Constel·lació Esportiva* | FC Santa Coloma         | Inter Escaldes          |
| 2000–01  | FC Santa Coloma*         | UE Sant Julià           | Inter Escaldes          |
| 2001–02  | FC Encamp                | UE Sant Julià           | FC Santa Coloma         |
| 2002–03  | FC Santa Coloma*         | FC Encamp               | UE Sant Julià           |
| 2003–04  | FC Santa Coloma*         | UE Sant Julià           | FC Rànger's             |
| 2004–05  | UE Sant Julià            | FC Rànger's             | FC Santa Coloma         |
| 2005–06  | FC Rànger's              | UE Sant Julià           | FC Santa Coloma         |
| 2006–07  | FC Rànger's              | FC Santa Coloma         | UE Sant Julià           |
| 2007–08  | FC Santa Coloma          | UE Sant Julià           | FC Rànger's             |
| 2008–09  | UE Sant Julià            | FC Santa Coloma         | CE Principat            |
| 2009–10  | FC Santa Coloma          | UE Santa Coloma         | UE Sant Julià           |
| 2010–11  | FC Santa Coloma          | UE Sant Julià           | FC Lusitanos            |
| 2011–12  | FC Lusitanos             | FC Santa Coloma         | UE Santa Coloma         |
| 2012–13  | FC Lusitanos             | FC Santa Coloma         | UE Santa Coloma         |
| 2013–14  | FC Santa Coloma          | UE Santa Coloma         | UE Sant Julià           |
| 2014–15  | FC Santa Coloma          | FC Lusitanos            | UE Santa Coloma         |
| 2015–16  | FC Santa Coloma          | FC Lusitanos            | UE Sant Julià           |
| 2016–17  | FC Santa Coloma          | UE Sant Julià           | UE Santa Coloma         |
| 2017–18  | FC Santa Coloma*         | UE Engordany            | UE Sant Julià           |
| 2018–19  | FC Santa Coloma          | UE Sant Julià           | Inter Escaldes          |
| 2019–20  | Inter Escaldes*          | FC Santa Coloma         | UE Engordany            |
| 2020–21  | Inter Escaldes           | UE Sant Julià           | FC Santa Coloma         |
| 2021–22  | Inter Escaldes           | UE Santa Coloma         | UE Sant Julià           |
| 2022–23  | Atlètic Club d'Escaldes  | Inter Escaldes          | FC Santa Coloma         |
| 2023–24  | UE Santa Coloma*         | Inter Escaldes          | Atlètic Club d'Escaldes |
| 2024–25  | Inter Escaldes           | Atlètic Club d'Escaldes | FC Santa Coloma         |

a: Liên đoàn bóng đá Andorra coi chức vô địch giải nghiệp dư 1994–95 là chức vô địch chính thức.

## Thống kê

### Theo câu lạc bộ
| Đội                      | Vô địch | Á quân | Hạng ba | Năm vô địch                                                                  | Năm á quân                                           | Năm hạng ba                              |
| ------------------------ | ------- | ------ | ------- | ---------------------------------------------------------------------------- | ---------------------------------------------------- | ---------------------------------------- |
| FC Santa Colomac         | 13      | 8      | 7       | 1995, 2001, 2003, 2004, 2008, 2010, 2011, 2014, 2015, 2016, 2017, 2018, 2019 | 1998, 1999, 2000, 2007, 2009, 2012, 2013, 2020       | 1996, 2002, 2005, 2006, 2021, 2023, 2025 |
| Inter d'Escaldes         | 4       | 2      | 3       | 2020, 2021, 2022, 2025                                                       | 2023, 2024                                           | 2000, 2001, 2019                         |
| CE Principatb            | 3       | 1      | 1       | 1997, 1998, 1999                                                             | 1996                                                 | 2009                                     |
| UE Sant Julià            | 2       | 9      | 7       | 2005, 2009                                                                   | 2001, 2002, 2004, 2006, 2008, 2011, 2017, 2019, 2021 | 2003, 2007, 2010, 2014, 2016, 2018, 2022 |
| FC Lusitanosb            | 2       | 2      | 1       | 2012, 2013                                                                   | 2015, 2016                                           | 2011                                     |
| FC Encamp                | 2       | 1      | 3       | 1996, 2002                                                                   | 2003                                                 | 1997, 1998, 1999                         |
| FC Rànger's              | 2       | 1      | 2       | 2006, 2007                                                                   | 2005                                                 | 2004, 2008                               |
| UE Santa Coloma          | 1       | 3      | 4       | 2024                                                                         | 2010, 2014, 2022                                     | 2012, 2013, 2015, 2017                   |
| Atlètic Club d'Escaldes  | 1       | 1      | 1       | 2023                                                                         | 2025                                                 | 2024                                     |
| Constel·lació Esportivab | 1       | 0      | 0       | 2000                                                                         | –                                                    | –                                        |
| UE Engordany             | 0       | 1      | 1       | –                                                                            | 2018                                                 | 2020                                     |
| FC Andorra Veteransa     | 0       | 1      | 0       | –                                                                            | 1997                                                 | –                                        |

In đậm: chỉ các câu lạc bộ hiện đang chơi ở hạng đấu cao nhất.

a: Câu lạc bộ hiện không tham gia thi đấu.

b: Câu lạc bộ đã giải thể.

c: Các thành viên sáng lập chưa bao giờ bị xuống hạng khỏi Primera Divisió.